# Idas
Idas (gr. Ίδας Idas, łac. Idas) – w mitologii greckiej jeden z Argonautów i uczestników łowów kalidońskich.
Uchodził za syna Afareusa i, jego żony, Arene. Był mężem Marpessy, porwanej przez niego, kochanki Apollona, bratem Linkeusa oraz kuzynem Dioskurów. Zginął podczas walki z Dioskurami.